# Sainte-Marie-de-Ré
Sainte-Marie-de-Ré – miejscowość i gmina we Francji, w regionie Nowa Akwitania, w departamencie Charente-Maritime.
Według danych na rok 1990 gminę zamieszkiwało 1 806 osób, a gęstość zaludnienia wynosiła 184 osoby/km² (wśród 1467 gmin regionu Poitou-Charentes Sainte-Marie-de-Ré plasuje się na 158. miejscu pod względem liczby ludności, natomiast pod względem powierzchni na miejscu 840.).